# Pentola di fango

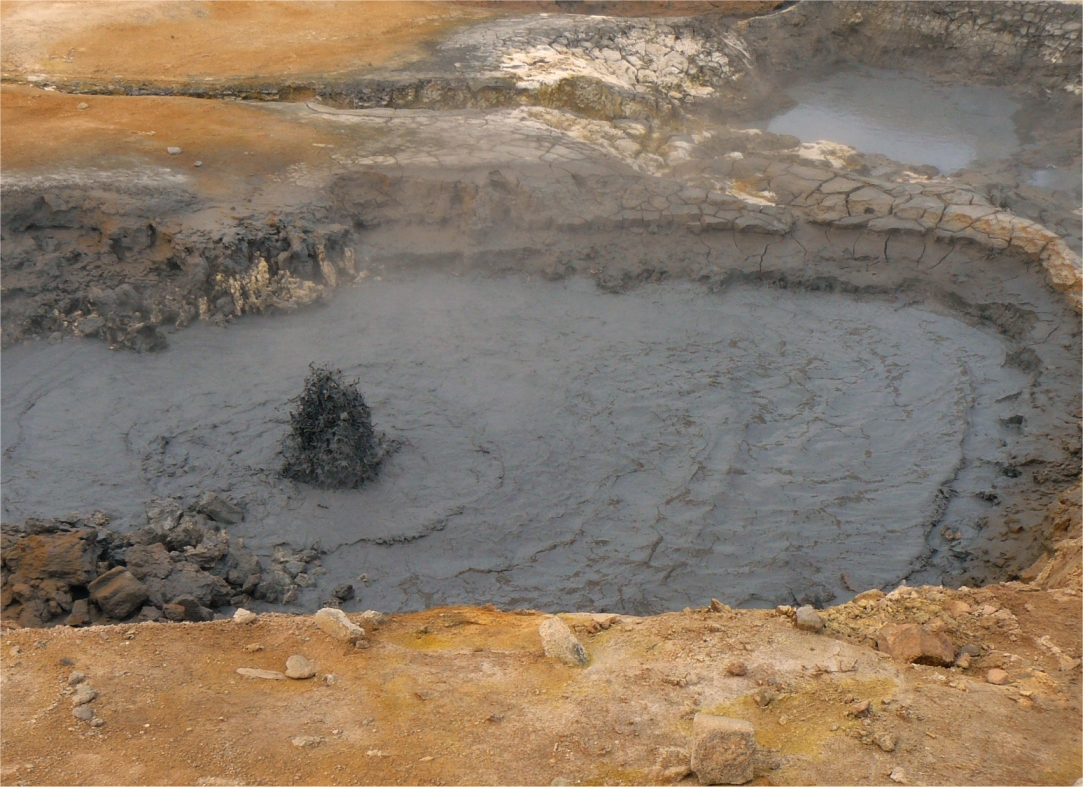
Pentola di fango ad Hverir, Námafjall, Islanda

Una pentola di fango o stagno di fango (in inglese mudpot o mudpool) è una specie di sorgente calda acida, o di fumarola, con scarsa acqua. Di solito prende la forma di uno stagno di fango gorgogliante. L'acido e i microorganismi decompongono la roccia circostante in argilla e fango.

## Descrizione
Il fango di una pentola di fango prende la forma di una fanghiglia (slurry) viscosa, spesso gorgogliante. Poiché il fango ribollente viene spesso schizzato sui bordi della pentola di fango, comincia a svilupparsi una specie di mini-vulcano, che raggiunge a volte altezze di 90-150 cm. Sebbene le pentole di fango siano spesso chiamate "vulcani di fango", i veri vulcani di fango hanno natura molto diversa. Il fango di una pentola di fango è generalmente di un colore tra il bianco e il grigiastro, ma a volte è macchiato con punti rossastri o rosa derivanti da composti ferrosi. Quando la fanghiglia è particolarmente colorata, la formazione può essere definita come una pentola di vernice (paint pot).

## Geologia
Le pentole di fango si formano in aree geotermiche dove c'è scarsità di acqua. La poca acqua disponibile risale in superficie in un punto in cui il suolo è ricco di cenere vulcanica, argilla e altri particolati fini. Lo spessore del fango di solito cambia con i cambiamenti stagionali della tavola d'acqua.

## Siti notevoli
Le aree geotermiche del Parco nazionale di Yellowstone contengono parecchi esempi notevoli sia di pentole di fango che di pentole di vernice, come alcune aree dell'Islanda e della Nuova Zelanda. Anche varie località dentro e intorno al Lago Salton in California sono sede di pentole di fango attive.

## Galleria d'immagini

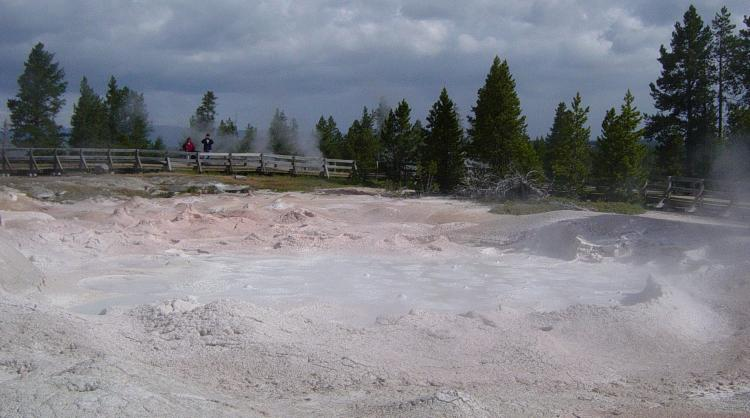
Pentole di vernice in una sorgente, Parco nazionale di Yellowstone
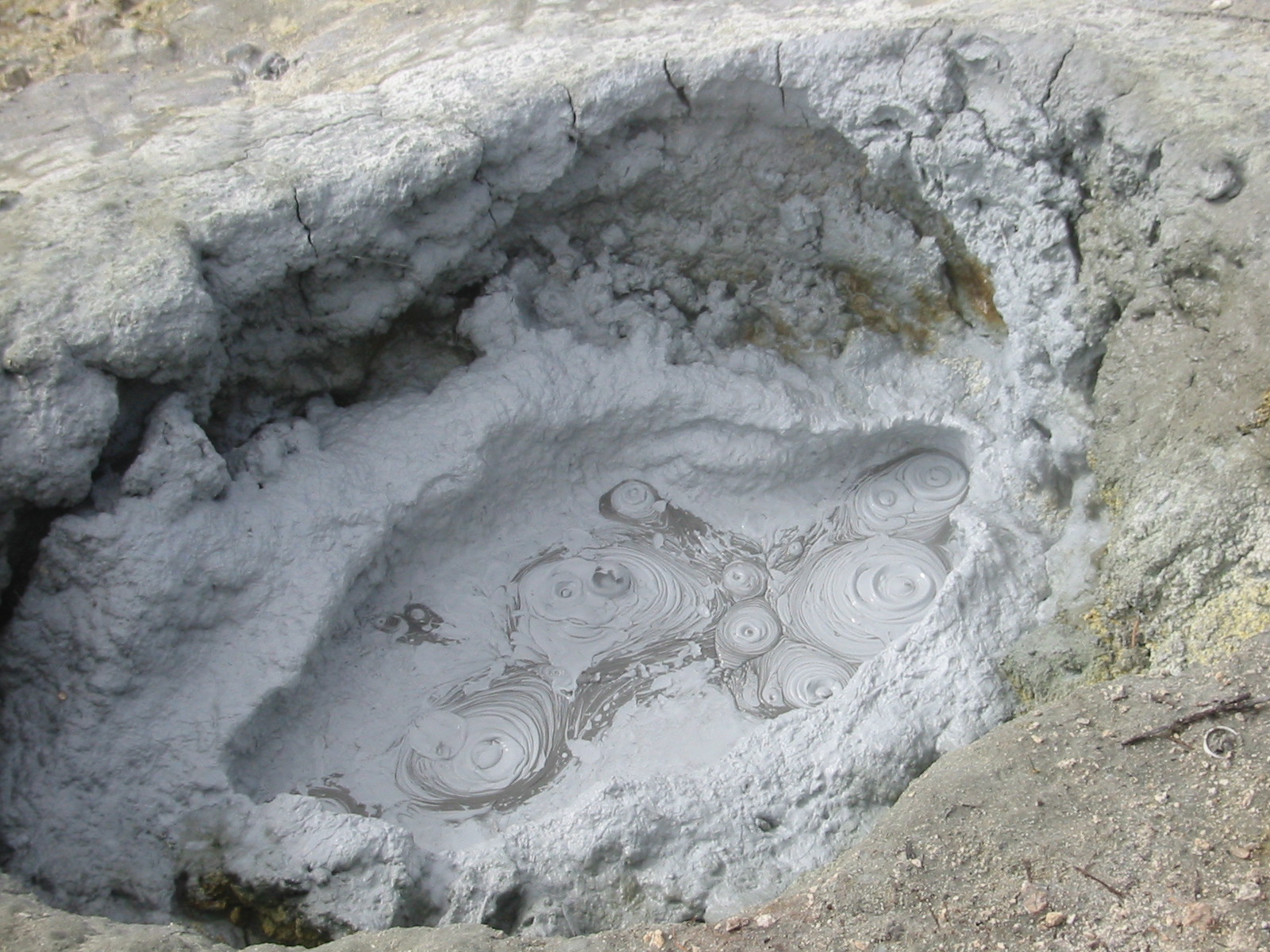
Pentola di fango nel Parco nazionale vulcanico di Lassen
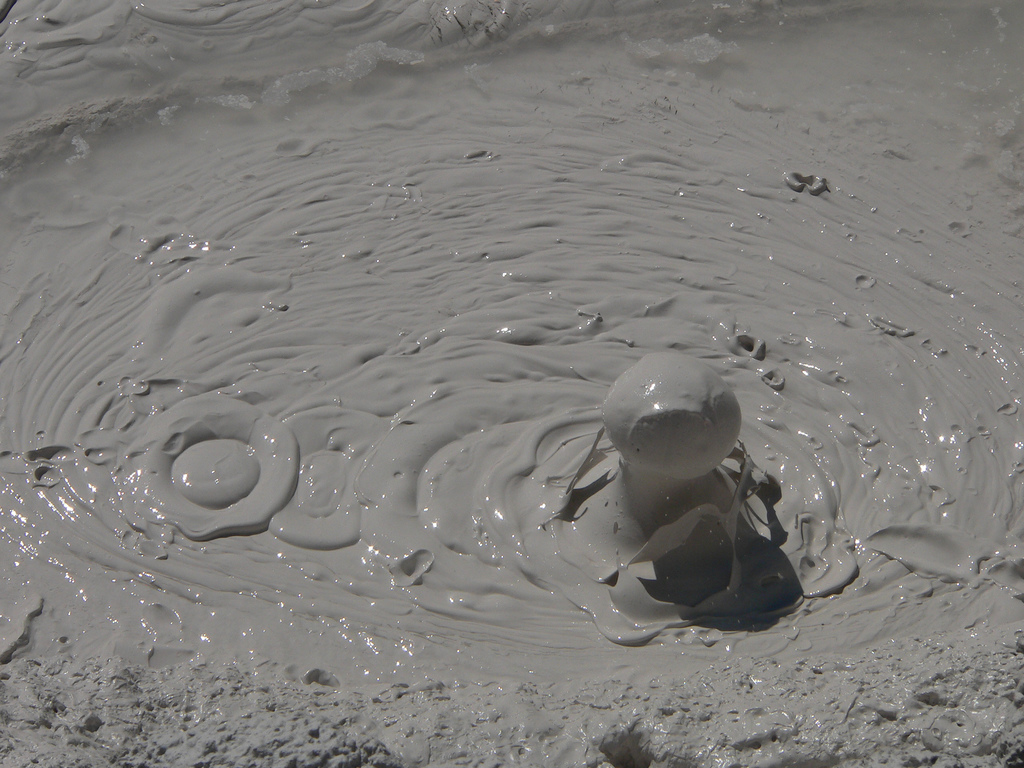
Pentola di fango nel Parco nazionale di Yellowstone
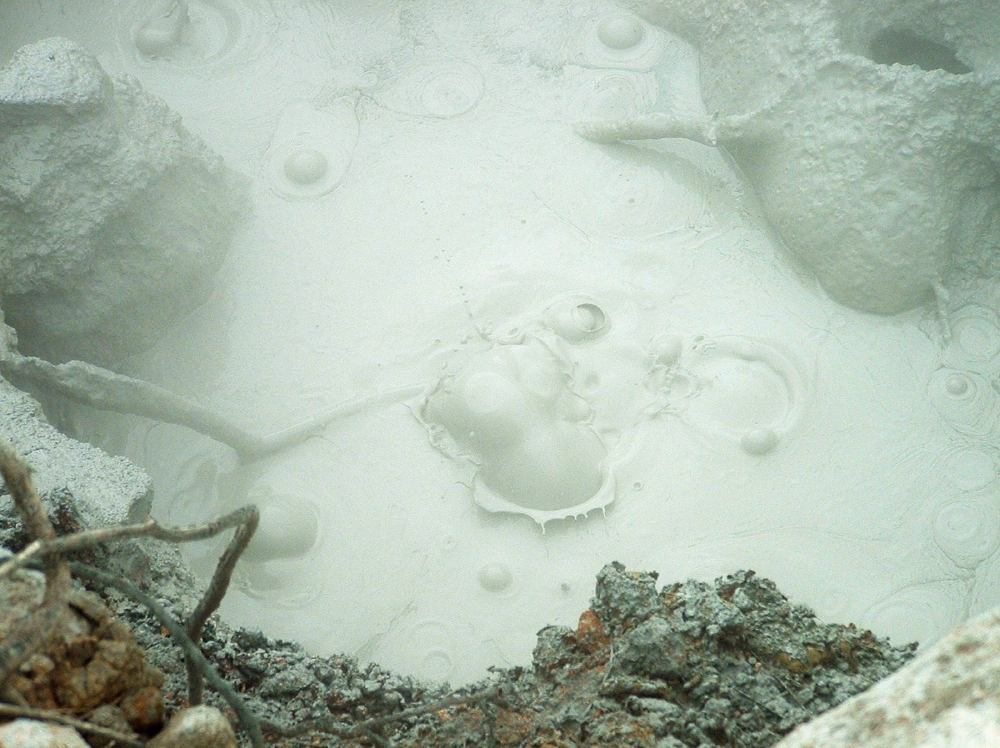
Pentola di fango nel Parco nazionale di Rincón de la Vieja, Costa Rica
- Breve video sull'attività di uno stagno di fango vicino a Waiotapu, Nuova Zelanda
- Video di uno stagno di fango a Orakei Korako, Nuova Zelanda
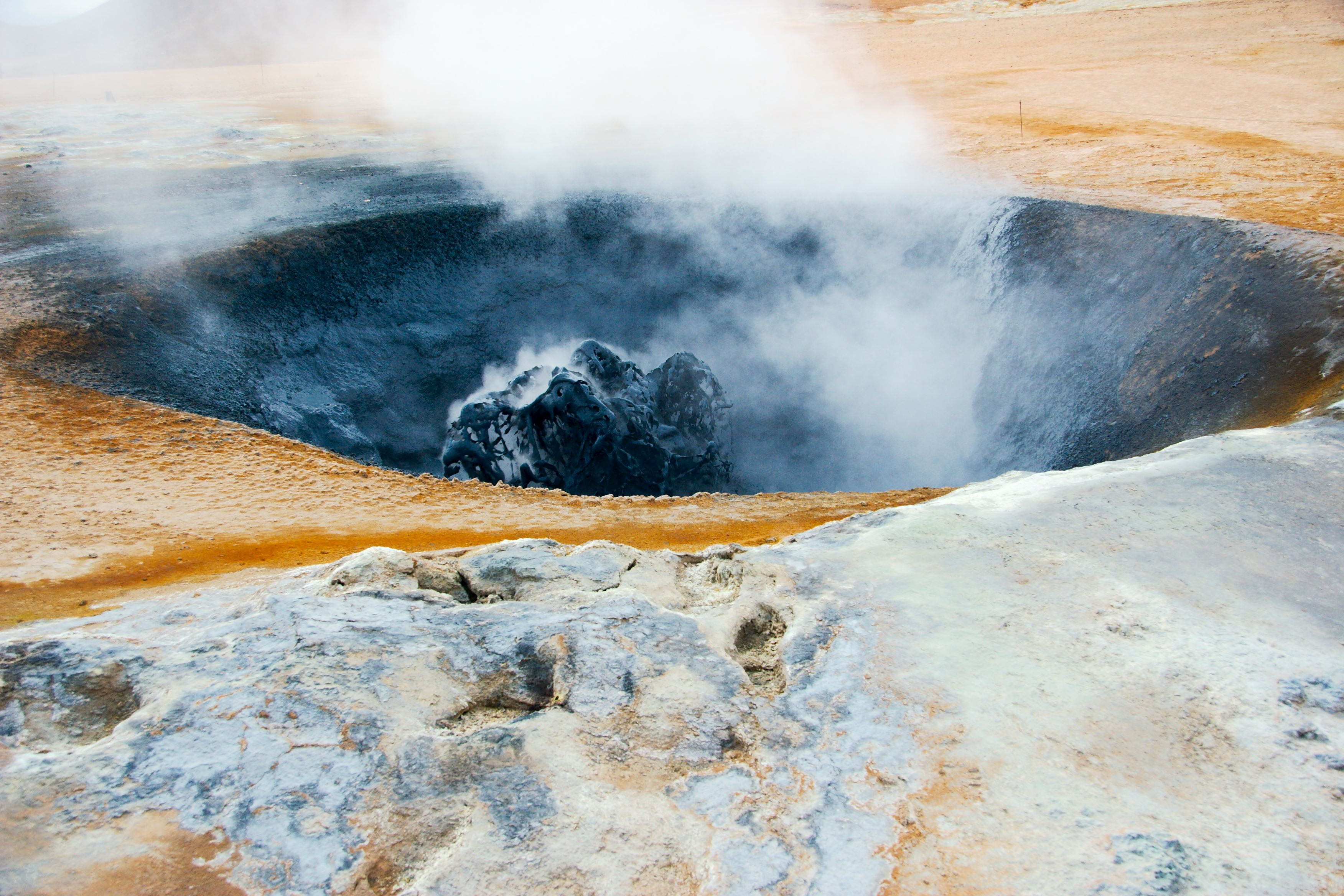
Pentola di fango in eruzione a Hverir, Islanda
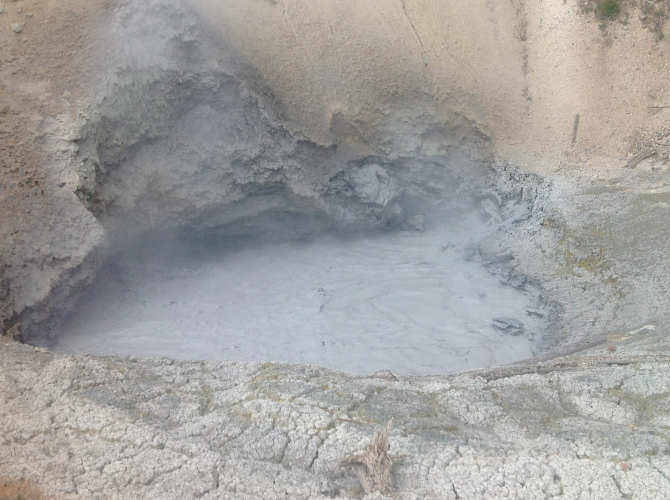
Pentola di fango nel Parco nazionale di Yellowstone